# Османов, Али Ибрагимович
Али́ Ибраги́мович Осма́нов (28 мая 1951, Дагестанские Огни, Дагестанская АССР — 1 января 2015, Санкт-Петербург) — советский и российский историк. Доктор исторических наук, профессор.

## Биография
Родился в 1951 году в городе Дагестанские Огни. По национальности — даргинец. 
Окончил Урахинскую среднюю школу, далее в 1975 году окончил исторический факультет Ленинградского государственного университета, в 1981 году — аспирантуру.
Работал в Российском государственном педагогическом университете имени А. И. Герцена — преподавал на кафедре истории, руководил организационно-методическим отделом УМО по направлениям педагогического образования.
Скончался в 2015 году в возрасте 63 лет. Похоронен на Ново-Волковском кладбище.

### Семья
Отец — Ибрагим Османович Османов, участник ВОВ (уроженец с. Урахи Сергокалинского района Дагестанской АССР), мать — Нина Власовна Османова (уроженка станицы Константиновской Курганинского района Краснодарского края); работали на стекольном заводе «Дагестанские Огни».
- Был женат, имел двоих детей.

## Научная деятельность
В 1981 г. защитил кандидатскую, в 2006 — докторскую диссертацию.
Автор учебных пособий, монографий, статей.

### Избранные труды
Источник — электронные каталоги РНБ Архивная копия от 22 января 2010 на Wayback Machine
- Барышников М. Н., Османов А. И. Петербургские предприниматели во второй половине XIX — начале XX в. : (Социал. структура, представит. орг., полит. партии). — СПб.: Нестор, 2002. — 289 с.
- Османов А. И. Депортация дагестанского кулачества : научно-популярный очерк. — Махачкала : МавраевЪ, 2012. — 48 с.
- Османов А. И. Деятельность партийной организации Дагестана по дальнейшему повышению культурного уровня рабочих Республики в годы девятой пятилетки (1971—1975 гг.) : Автореф. дис. … канд. ист. наук. — Л., 1981. — 17 с.
- Османов А. И. История России IX—XX века : Учеб. пособие Для абитуриентов и студентов вузов. — СПб.: Изд-во РГПУ, 2000. — 491 с. — ISBN 5-8064-0234-7
  -  — СПб. : Изд-во РГПУ Союз, 2001. — 491 c. — (В помощь абитуриенту и студенту)
  -  — 3-е изд., испр. и доп. — СПб. : Изд-во РГПУ Союз, 2002. — 509 с.
- Османов А. И. Купцы Петербурга. — СПб.: Изд-во РГПУ, 2010. — 473 с.
- Османов А. И. Петербургское купечество в последней четверти XVIII — начале XX века. — СПб.: Изд-во РГПУ, 2005. — 363 с.
- Османов А. И. Социально-экономическое положение петербургского купечества в последней четверти XVIII — начале XX века : Автореф. дис. … д-ра ист. наук. — СПб., 2006. — 45 с.
- Османов А. И. Социокультурные аспекты формирования петербургского купечества в XIX веке // Известия Российского государственного педагогического университета им. А. И. Герцена. — 2006. — Т. 6, № 16. — С. 115-126.